# Slager (beroep)

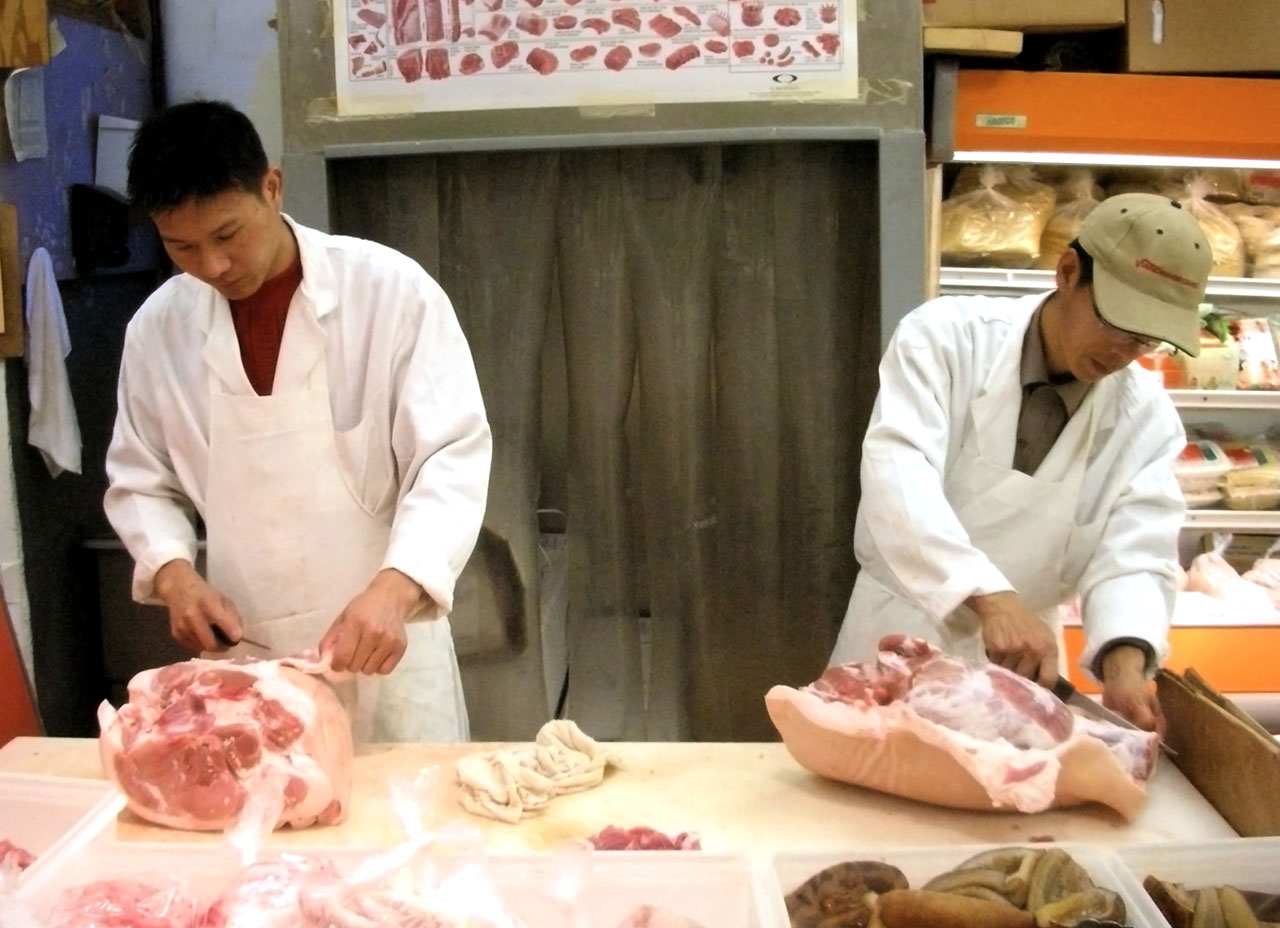
Slagers aan het werk

Een slager, beenhouwer (Belgisch-Nederlands) of vleeshouwer is een persoon die beroepsmatig stukken vlees snijdt en voorbereidt voor verkoop of gebruik. Slagers werken in slagerijen (slagerswinkels), toeleverende bedrijven of supermarkten.
Behalve bij zogenaamde zelfslachtende slagers worden karkasdelen vanuit slachterijen aangeleverd. Ook  het versnijden en uitbenen kan door gespecialiseerde bedrijven worden gedaan.
Er zijn van oorsprong varkensslagers, runderslagers en paardenslagers. Wild, kip en gevogelte werden van oudsher door een poelier verwerkt en vleeswaren door een charcuterie. Tegenwoordig verwerkt een slager vaak een verscheidenheid aan producten. Een slager-traiteur is een slager die naast vlees ook kant-en-klaarmaaltijden verkoopt. Ook zijn er biologische slagers die zich onderscheiden met biologisch vlees en vleeswaren met het Beter Leven keurmerk.

## Geschiedenis

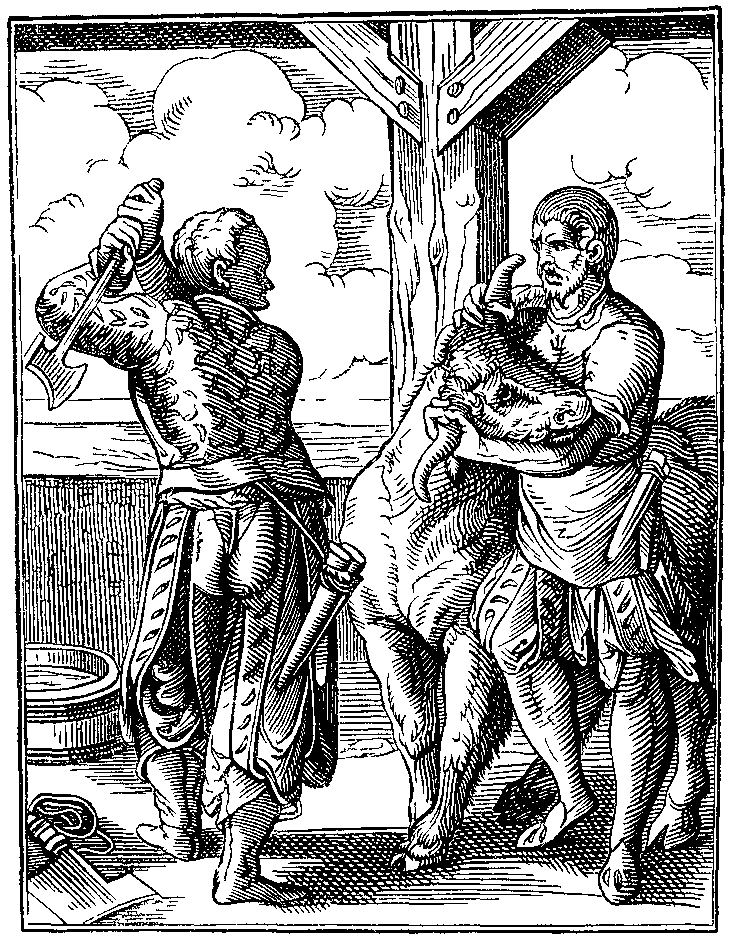
De slager en zijn knecht (16e eeuw)

Het slagersberoep is een oud ambacht. Vroeger slachtten slagers de dieren zelf. Het doden gebeurde door met een hamer op de kop van het dier te slaan. Van dit slaan komt de naam 'slager' of 'slachter' vandaan.
Andere 'slaande' beroepen zijn of waren afslager, hondenslager, koperslager, olieslager en touwslager.
Het onmiddellijk gevolg van dat slaan op het dier was niet de dood maar bewusteloosheid, te vergelijken met de knock-out bij het boksen. Op dat letterlijk neerhalen van het dier volgde de eigenlijke doodsteek. De manier van de kop inslaan was regel bij zware varkens en runderen, behalve bij de gemakkelijker te overmeesteren en dus minder gevaarlijke kalveren. In 1875 werden naar Frans voorbeeld zogenaamde slachtmaskers geïntroduceerd in een Gents slachthuis, onder druk van de vereniging voor dierenbescherming.
Tot in de twintigste eeuw kwam het ambacht van slager vaak voor in combinatie met rietdekker. In de winter slachtte men het vee voor de boeren in de omgeving, en in de zomer ging men bij diezelfde boeren het dak op om het riet te vervangen. Zo had men in alle seizoenen werk.
Het ambacht van slager werd vanwege hygiëne vanaf eind negentiende eeuw verplicht uitgevoerd in gemeentelijke slachthuizen. Deze slachthuizen zijn in Nederland begin jaren tachtig verdwenen of geprivatiseerd tot professionele slachterijen met eigen personeel. Het beroep van slager is hierdoor verschoven naar de verwerking en verkoop van vlees en vleeswaren.